# 上野真司
上野 真司（うえの しんじ、1982年8月2日 - ）は、日本の実業家、起業家、投資家であり、複数の国際企業のCEOを務めている。
埼玉県出身。日本の上場企業である株式会社ジェイホールディングス (証券コード2721) の元代表取締役社長である。

## 著書
- 『無言力』（2018年 ダイヤモンド社）